# جفت تانگانگا
جفت مانزامبی تانگانگا (انگلیسی: Japhet Tanganga؛ زادهٔ ۳۱ مارس ۱۹۹۹) بازیکن فوتبال اهل انگلستان است که به صورت قرضی برای باشگاه آگزبورگ بازی می‌کند.

وی همچنین در تیم‌های ملی فوتبال زیر ۱۶ سال انگلستان، زیر ۱۷ سال انگلستان، زیر ۱۸ سال انگلستان، زیر ۱۹ سال انگلستان، و زیر ۲۰ سال انگلستان بازی کرده‌است.

## زندگی معمولی
تانگانگا در هاکنی، لندن در یک خانواده کنگویی متولد شد. وی در ادامه به آکادمی سیتی گریگ رفت و در ۱۰ سالگی به آکادمی جوانان تاتنهام پیوست.

## عملکرد حرفه‌ای
در ژوئن ۲۰۱۹ قرارداد او با تاتنهام تا سال ۲۰۲۰ تمدید شد. در ۲۴ سپتامبر ۲۰۱۹، او اولین حضور خود در جام EFL را در دیدار با کولچستر یونایتد تجربه کرد. او اولین بازی کامل خود در لیگ برتری خود را در ۱۱ ژانویه سال ۲۰۲۰ در ورزشگاه تاتنهام هاتسپر مقابل لیورپول انجام داد. سه روز بعد، او در بازی برگشت جام حذفی، ۹۰ دقیقه کامل مقابل میدلزبورو بازی کرد، که اسپورز با نتیجه ۲ بر یک به پیروزی رسید و به عنوان «بهترین بازیکن مسابقه» معرفی شد.
در ۲۷ جولای ۲۰۲۰، تانگانگا قرارداد جدیدی با تاتنهام امضا کرد که تا سال ۲۰۲۵ اعتبار دارد.

## عملکرد بین‌المللی
تانگانگا نماینده سطح جوانان انگلیس در رده‌های زیر ۱۶سال، ۱۷سال، ۱۸سال، ۱۹سال و ۲۰ سال است. در سال ۲۰۱۷، او در مسابقات تولون شرکت کرد که انگلیس در آن به پیروزی رسید.